# ولدي (أغنية)
ولدي (بالإنجليزية: My Boy) أغنية شهيرة من أوائل السبعينيات. كتب اللحن الفرنسيين جان بيير بورتاير وكلود فرانسوا. الأغنية الفرنسية عنوانها «لأنني أحبك يا ولدي Parce que je t'aime mon enfant»، وترجم الكلمات إلى الإنجليزية بيل كولتر وفيل مارتن.

## نسخة ريتشارد هاريس
قام الممثل ريتشارد هاريس بأداء الأغنية في مسابقة موسيقية برعاية راديو لوكسمبورغ في عام 1971، وعلى الرغم من عدم فوزه في المسابقة، فقد سجلها هاريس وأصدرها كأغنية فردية في وقت لاحق من ذلك العام. ظهرت الأغنية في ألبوم هاريس الذي يحمل نفس الأسم، ووصلت إلى رقم 41 على قائمة البيلبورد لأغاني البوب، وبلغت ذروتها في المرتبة الثالثة عشر.

## نسخة إلفيس بريسلي
سجل إلفيس بريسلي نسخته في أواخر عام 1973 والتي تضمنها ألبومه «الأوقات الجيدة Good Times»، عام 1974. وصلت نسخة بريسلي من الأغنية إلى رقم 20 على قائمة بيلبورد لأغاني البوب، ورقم 17 في "قائمة الكاش بوكس"، لكنها حققت نجاحًا كبيرًا على قائمة «الأغاني المعاصرة للبالغين»، حيث قضت أسبوعًا واحدًا على قمة الولايات المتحدة، وكندا في أبريل 1975، كما صعدت إلى المركز 14 على قائمة أغاني الكونتري بيلبورد، وفي المملكة المتحدة صعدت إلى المركز الخامس على قائمة أفضل الأغاني الفردية.

## كلمات الأغنية
أعلم أنك نائم ياولدي You're sleeping son, I know
لكن، في الحقيقة، هذا لا يحتمل الإنتظار But, really, this can't wait
أردت أن أشرح I wanted to explain
قبل فوات الاوان Before it gets too late
لأني أنا وأمك For your mother and me
مات حبنا أخيرًا Love has finally died
هذا ليس منزل سعيد This is no happy home
لكن الله يعلم كم حاولت But God knows how I've tried
لأنك كل ما لدي يا ولدي Because you're all I have, my boy
أنت حياتي، كبريائي، فرحتي You are my life, my pride, my joy

ريتشارد هاريس (ولدي) 1971

وإذا بقيت، سأبقى بسببك يا ولدي And if I stay, I stay because of you, my boy
أعلم صعوبة أن تفهم I know it's hard to understand
لماذا بدأنا من البداية؟ Why did we ever start
نحن مثل الغرباء الآن We're more like strangers now
كل يمثل دورا Each acting out a part
لقد ضحكت، لقد بكيت I have laughed, I have cried
لقد خسرت كل مباراة I have lost every game
تحملت كل ما يمكنني تحمله Taken all I can take
لكنني سأبقى على حالي But I'll stay just the same
لأنك كل ما لدي يا ولدي Because you're all I have, my boy
أنت حياتي، كبريائي، فرحتي You are my life, my pride, my joy
وإذا بقيت، سأبقى بسببك يا ولدي And if I stay, I stay because of you, my boy
استمر في النوم، لم تسمع كلمة واحدة Sleep on, you haven't heard a word
ربما يكون الأمر كذلك Perhaps it's just as well
لماذا أفسد أحلامك الصغيرة Why spoil your little dreams
لماذا أضعك في الجحيم Why put you through the hell
الحياة ليست قصة خيالية Life is no fairytale
في يوم من الأيام ستعرف As one day you will know
لكنك الآن مجرد طفل But now you're just a child
سأبقى هنا وأراقبك وأنت تكبر I'll stay here and watch you grow

## وصلات خارجية
https://www.youtube.com/watch?v=0EWxGPKqXEk ولدي (أغنية)
https://www.youtube.com/watch?v=2IeYkzM2XkM ولدي (أغنية)
https://www.youtube.com/watch?v=iRnKbEvdEAM ولدي (أغنية)